# René Dumont-Guillemet
 (janvier 2011).
Pour les articles homonymes, voir Dumont et Guillemet (homonymie).
René Dumont-Guillemet (1908-1976)  fut pendant la Seconde Guerre mondiale un agent secret français du Special Operations Executive.

## Identités
- État civil : René Alfred Dumont-Guillemet
- Nom d'usage : René Dumont
- Comme agent du SOE, section F :
  - Nom de guerre (field name) : « Armand »
  - Nom de code opérationnel : SPIRITUALIST
  - Autres pseudos : Mickey, Conte, Hercule (à Lille)

Parcours militaire : SOE, section F ; grade : lieutenant

## Famille
- Son grand-père : Guillemet, sociétaire de la Comédie française
- Sa femme : Raymonde Rougeaux. Leur fils : Michel, né en 1941.
- Sa sœur : Anne-Marie (1er janvier 1910).
- Ses enfants : Martine Victoria Sechez (5 septembre 1940), Alain Georges Sechez (21 mai 1943).

## Éléments biographiques

### Premières années
René Dumont-Guillemet nait le 5 avril 1908 à Lyon (3e). D'une famille très bourgeoise, il a une jeunesse aisée mais n'achève pas ses études.
Vers les années 1930, il est décorateur cinématographique, notamment dans des productions de la Paramount. Passionné de sport automobile, il mène un certain train de vie et descend chaque fin de semaine sur la côte d'Azur.

### Seconde Guerre mondiale

#### 1939 - 1942
Il est mobilisé dans le Jura et s'adonne au ski. En 1940, il est démobilisé. Il dirige alors une entreprise de camionnage. Il habite 58, rue de Monceau, à Paris 8e.

#### 1942 - 1944
En septembre 1942, Sydney Jones est envoyé à Marseille pour monter le réseau INVENTOR. Il fait appel à René Dumont-Guillemet, un ami d’avant-guerre, et à Pierre Picard, son assistant.
En Octobre 1943, sur la suggestion de Sydney Jones, Dumont-Guillemet est envoyé à Londres pour suivre l’entraînement su SOE : un Lysander l'emmène dans la nuit du 16 au 17. Il est donc enrôlé dans l’armée britannique. Il lui alors confié une mission : René Dumont-Guillemet doit établir le réseau action SPIRITUALIST. Parmi les objectifs fixés, il y a le sabotage des usines Bosch Lavalette (St Ouen en Seine-saint-Denis), la reprise de contact avec le réseau FARMER de Lille, dont le chef Michael Trotobas « Sylvestre » a été tué par les Allemands le 27 novembre précédent, et la préparation d'une attaque de la prison de Fresnes dans laquelle sont enfermés de nombreux résistants.
En février 1944, dans la nuit du 5 au 6, en même temps que son opérateur radio Henri Diacono « Blaise », il est parachuté à l’aveugle en Eure-et-Loir, au lieu-dit Le Tronchay de la commune de Laons, à 25 km de Clévilliers, le point visé où il veut prendre contact avec un cousin de sa femme. Peu après son arrivée, il établit le contact avec un groupe qui est volontaire pour réaliser l’attaque de la prison de Fresnes. Ce groupe a même déjà fabriqué et essayé cinquante clés mais le chef du groupe est arrêté et l’opération doit être abandonnée. Il essaye ensuite de capturer Bochler, un ingénieur allemand travaillant sur des sites de fusées, et Jacquet, un concepteur de fusée. Cela n’aboutit pas car Bochler dispose d’une protection rapprochée et Londres renonce à la capture de Jacquet.
A la fin du mois de mars, il établit le contact avec le réseau de Lille, à partir de quoi il s’occupe des deux régions, Paris et Lille.
L’action à Lille est forte et efficace, grâce à la fourniture des équipements par camions depuis Paris : réalisation de sabotages contre les communications allemandes, fourniture de renseignements sur les emplacements de fusées. En Seine-et-Marne, Dumont-Guillemet organise cinq parachutages. À Paris et sa banlieue, il dispose de 5 500 hommes. Il réussit à monter un service de contre-espionnage grâce à ses contacts avec la Gestapo, notamment avec le Dr Muller, un Français qui travaille ostensiblement pour les Allemands. Il est aussi en contact avec le deuxième bureau français et la police parisienne, mais pas avec la police judiciaire.

Dans la nuit du 11 au 12 août 1944, aidé par un comité de réception du village de Saint-Pathus, il récupère l'équipe Jedburgh AUBREY venu aider les résistants dépendant de son réseau. Le 26, il quitte Paris pour organiser la réception de troupes parachutistes dans la région de Meaux. En allant discrètement à l’est de Paris, 500 de ses hommes sont impliqués dans un combat avec les Allemands entre Oissery et Forfry. Ce combat dure trois heures. Ils font prisonniers 30 Allemands. Peu après, cependant, sept chars allemands Tigre et trois chars Panthers infligent de lourdes pertes aux hommes de Dumont-Guillemet. Lui-même s’échappe en se cachant pendant six heures dans le lit d’une rivière.

### Après la guerre
En septembre, René Dumont-Guillemet regagne le Royaume-Uni, avec le capitaine Godfrey Marchant et le sergent Ivor Hoocker, de la mission Jedburgh AUBREY. Il y fait ses rapports et règle sa situation. En octobre, Il est réintégré dans l'armée française avec le grade de lieutenant-colonel de réserve.
Il mène ensuite des activités politiques, en même temps qu'une carrière d'homme d'affaires. Dans les années 1950, il dirige une entreprise de céramique industrielle.
Entre 1955-1958, il est un proche collaborateur de Jacques Soustelle et agit en faveur du retour au pouvoir du général de Gaulle. En 1959, Il se retire de la vie politique.
René Dumont-Guillemet meurt le 21 janvier 1976, à Neuilly-sur-Seine.

## Reconnaissance
René Dumont-Guillemet a reçu les décorations suivantes :
- Royaume-Uni : DSO,
- France :
  -  Croix de guerre 1939-1945 avec palme
  -  Chevalier de la Légion d'honneur
  -  Médaille de la Résistance française